# Cram (compositore)
Mario Ceirano, noto con lo pseudonimo Cram (Cuneo, 1905 – Torino, 1979), è stato un compositore e paroliere italiano.

## Biografia
Dopo essersi trasferito a Torino con la famiglia nel 1917, terminati gli studi universitari, iniziò a lavorare come autore di teatro di rivista, debuttando nello spettacolo "Bottega della canzone", e a collaborare con l'Eiar.
Pur essendo prevalentemente paroliere, in alcuni casi si dedicò anche alla composizione delle musiche; raggiunse il successo scrivendo canzoni per i maggiori cantanti del periodo, dal Trio Lescano a Luciana Dolliver.
Nel 1943 scrisse un'opera teatrale, Maria Uva, dedicata alla conquista italiana dell'Etiopia e celebrativo verso il regime fascista.
Nel dopoguerra continuò l'attività per alcuni anni.

## Le principali canzoni scritte da Cram
| Anno | Titolo                       | Autori del testo | Autori della musica                                 | Interpreti                                                   |
| ---- | ---------------------------- | ---------------- | --------------------------------------------------- | ------------------------------------------------------------ |
| 1937 | Due chitarre                 | Cram             | Adalgiso Ferraris Alberto Semprini e Piero Leonardi | Trio Lescano                                                 |
| 1937 | Cinquant'anni fa             | Cram             | Tatina Salesi                                       | Trio Lescano e Aldo Masseglia                                |
| 1937 | T'amo t'amo                  | Cram             | Cram                                                | Trio Lescano e Harvedo Felicioli                             |
| 1937 | Lasciamoci con un sorriso    | Cram             | Hugh Williams                                       | Trio Lescano                                                 |
| 1938 | Come Wally                   | Cram             | Paola Marchetti                                     | Luciana Dolliver                                             |
| 1939 | Prendetemi per la mano       | Cram             | Eugenio Calzia                                      | Lina Termini                                                 |
| 1940 | Serenata a Daina             | Cram             | Eugenio Calzia                                      | Alberto Rabagliati                                           |
| 1940 | La cicala e le formiche      | Cram             | Cram                                                | Trio Lescano e Fausto Tommei                                 |
| 1940 | Non ti parlerò d'amore       | Cram             | Eugenio Calzia, Pippo Barzizza e Michele Bertone    | Trio Lescano e Michele Montanari                             |
| 1941 | Se fossi milionario          | Cram             | Eugenio Calzia                                      | Ernesto Bonino; Pippo Starnazza con il Trio Vocale Passatore |
| 1941 | Nel mio cuor c'è una casetta | Cram             | Francesco Ferrari                                   | Caterinetta Lescano                                          |
| 1941 | Un segreto                   | Cram             | Eugenio Calzia                                      | Trio Lescano                                                 |
| 1943 | La biondina in gondoletta    | Cram             | Mario Ruccione                                      | Giovanni Turchetti e Dea Garbaccio                           |